# Raikküla (obec)
Obec Raikküla (estonsky Raikküla vald) je bývalá samosprávná obec v estonském kraji Raplamaa. V roce 2017 byla začleněna do obce Rapla.

## Poloha
Obec se rozkládala na ploše 224 km² na západním okraji Severoestonské plošiny, přibližně 50 km jižně od Tallinnu. Na západě sousedila s obcí Märjamaa, na severu s obcí Rapla a na východě s obcí Kehtna.

## Osídlení
Na území zrušené obce žije přibližně 1700 obyvatel ve 22 vesnicích (Jalase, Kaigepere, Keo, Koikse, Kõrvetaguse, Lipa, Lipametsa, Loe, Lõpemetsa, Metsküla, Nõmmemetsa, Nõmmküla, Põlma, Pühatu, Purku, Raela, Raikküla, Riidaku, Tamme, Ummaru, Vahakõnnu a Valli).
Obec je sice pojmenována podle vesnice Raikküla, jejím správním centrem je však v současnosti vesnice Tamme.